# هفدهمین نشست اکو
نشست اکو ۲۰۲۵ هفدهمین نشست سران سازمان همکاری اقتصادی بود که در روزهای ۳ و ۴ ژوئیهٔ ۲۰۲۵ در شهر خانکندی، جمهوری آذربایجان برگزار شد.

## هیئت‌های شرکت کننده
- معاون نخست‌وزیر، عبدالغنی برادر[۲] –   افغانستان
- رئیس‌جمهور، الهام علی‌اف –   جمهوری آذربایجان
- رئیس‌جمهور، مسعود پزشکیان –   ایران
- نخست‌وزیر، اولژاس بکتنوف –   قزاقستان
- رئیس‌جمهور، صدر جباروف  –   قرقیزستان
- نخست‌وزیر، شهباز شریف –   پاکستان
- رئیس‌جمهور، امامعلی رحمان –   تاجیکستان
- رئیس‌جمهور، رجب طیب اردوغان  –   ترکیه
- وزیر امور خارجه رشید مردوف –   ترکمنستان
- رئیس‌جمهور، شوکت میرضیایف  –   ازبکستان
- رئیس‌جمهور، ارسین تاتار  –   قبرس شمالی